# Ondřej Zahustel
Ondřej Zahustel (* 18. červen 1991, Mladá Boleslav) je bývalý český fotbalista a reprezentant, který působil v klubech AC Sparta Praha, FC Slovácko a FK Mladá Boleslav. Kvůli táhlým problémům s kolenní chrupavkou, které by nepomohla vyřešit žádná operace, byl na apel několika odborníků nucen skončit se svou fotbalovou kariérou. Ve svém domácím klubu FK Mladá Boleslav ale působí stále, a to jako hlavní trenér týmu U17.

## Klubová kariéra
Ondřej Zahustel je mladoboleslavským odchovancem, do A-týmu byl zařazen v létě 2009, ve svých čerstvých 18 letech. V Gambrinus lize debutoval dne 28. února 2010 v domácím utkání proti SK Kladno. První gól v lize vstřelil domácímu týmu FK Teplice 2. října 2011, zápas skončil výhrou Mladé Boleslavi 3:1.
V prosinci 2015 se dohodl na angažmá s klubem AC Sparta Praha. Smlouvu podepsal na 3,5 roku. Jeho číslo dresu 21, které nosil v Mladé Boleslavi, bylo obsazené Davidem Lafatou, vybral si tedy číslo 28. Po vypršení prvního 3,5 letého kontraktu prodloužil na Letné smlouvu o další dva roky, celkem tedy ve Spartě strávil pět a půl let. Během nich hostoval v 1. FC Slovácko nebo v FK Mladá Boleslav.
Zájem o něj měly i kluby jako FC Victoria Plzeň a SK Slavia Praha.[zdroj?]
V létě 2021 podepsal roční kontrakt s FK Mladá Boleslav, s klubem, který ho fotbalově vychoval. Do zápasů ale nastupuje spíš za mladoboleslavskou rezervu, FK Mladá Boleslav "B".

## Reprezentační kariéra
Ondřej Zahustel reprezentoval ČR v kategoriích U19 a U21.
V reprezentačním výběru do 21 let debutoval 29. února 2012 v přátelském utkání proti domácímu Rumunsku a byl to start snů, neboť během prvního poločasu vstřelil dva ze tří českých gólů. Ve druhém poločase již nenastoupil, trenér Jakub Dovalil vyzkoušel další hráče, zápas skončil výhrou ČR 3:0.
V listopadu 2015 jej nominoval trenér Pavel Vrba, do českého reprezentačního A-týmu pro přátelské zápasy se Srbskem a Polskem. Debutoval 13. 11. 2015 na městském stadionu v Ostravě-Vítkovicích v utkání proti Srbsku, v 71. minutě vystřídal na hřišti Jiřího Skaláka a při své premiéře vstřelil hlavou po centru Jaroslava Plašila branku na konečných 4:1 pro ČR.

### Reprezentační góly a zápasy
Góly Ondřeje Zahustela v české reprezentaci do 21 let 
| Gól | Datum       | Stadion            | Soupeř   | Skóre (min.) | Výsledek | Soutěž           |
| --- | ----------- | ------------------ | -------- | ------------ | -------- | ---------------- |
| 010 | 29. 2. 2012 | Ploiești, Rumunsko | Rumunsko | 00:10 (5.)   | 0:3      | přátelské utkání |
| 02  | 29. 2. 2012 | Ploiești, Rumunsko | Rumunsko | 00:20 (19.)  | 0:3      | přátelské utkání |

Góly Ondřeje Zahustela v A-týmu české reprezentace
| 010                | 13. 11. 2015 | Městský stadion v Ostravě-Vítkovicích, Ostrava, Česko | Srbsko | 04:1 0(90.) | 4:1 | přátelský zápas |
| Platí k 6. 9. 2016 |              |                                                       |        |             |     |                 |

Zápasy Ondřeje Zahustela v A-týmu české reprezentace
| 2015               | 2 | 1 |
| 2016               | 1 | 0 |
| Celkem             | 3 | 1 |
| Platí k 6. 9. 2016 |   |   |

## Osobní život
Ondřej Zahustel se v roce 2019 po tříletém vztahu oženil s Lucií Vidnerovou.